# Eduard Winkelmann
Eduard Winkelmann (født 25. juni 1838 i Danzig, død 10. februar 1896 i Heidelberg) var en tysk historiker.
Winkelmann blev docent i Dorpat 1866 samt professor i historie 1869 i Bern og 1873 i Heidelberg. År 1883 blev han formand i Badens historiske kommission og blev 1886 udnævnt til juridisk æresdoktor og geheimehofråd. Blandt Winkelmanns større historiske værker må nævnes Geschichte Kaiser Friedrichs II. und seiner Reiche (2 bind, 1863–65), der blev prisbelønnet, det fortrinlige Bibliotheca Livoniæ historica (systematisk fortegning over kilder og hjælpemidler til Estlands, Livlands og Kurlands historia, 1870; 2. tiløgte udgave 1878), Philipp von Schwaben und Otto IV. von Braunschweig (2 bind, 1872–78) og Kaiser Friedrich II (bind I, 1889–97, omfatter tiden til 1233, fortsat af Karl Hampe). Han udgav også blandt andet Acta imperii inedita seculi XIII et XIV (2 bind, 1880–85) och Urkundenbuch der Universität Heidelberg, bind I Urkunden, bind II Regesten (1886).